# Запис липа (Рибник)
Запис липа (Рибник) се налази на парцели чији је власник Град Јагодина.

## Локација
| Општина             | Јагодина                                                                    |
| Катастарска општина | Рибник                                                                      |
| Потес               | Караула                                                                     |
| Координате          | 44° 01′ 04″ С; 21° 13′ 35″ И / 44.017800000000001° С; 21.226299999999998° И |
| Надморска висина    | 107m                                                                        |

## Карактеристике
Дендрометријске вредности утврђене на терену и сателитским снимцима:
| Стабло                     | Липа |
| Висина стабла              | m    |
| Обим дебла                 | m    |
| Пречник крошње             | 6m   |
| Пречник дебла              | m    |
| Висина дебла до прве гране | m    |

## База записа
Запис је у оквиру Викимедија пројекта "Запис - Свето дрво" заведен под редним бројем 1198.